# Gavotte der Königin
Gavotte der Königin (Drottningens gavott), op. 391, är en gavott av Johann Strauss den yngre. Den framfördes första gången den 12 december 1880 i Stora konsertsalen i Musikverein.

## Historia
Gavotten var en av de dominerande danserna i Europa från början av 1500-talet till början av 1800-talet. Den härstammar från lantliga bonddanser i den franska regionen Dauphiné. Vid tidpunkten för den franske kungen Ludvig XIV:s regering i slutet av 1700-talet var gavotten favoritdansen. När Johann Strauss den äldre startade sin karriär fanns det inte längre något intresse för gavotten. Han har därför inte skrivit någon sådan. Även för hans söner Johann, Josef och Eduard fanns det ingen anledning att komponera en gavott för dansrepertoaren i Capelle Strauss. Trots att ätten Strauss gemensamt åstadkom mer än 1 500 orkesterstycken finns det bara två publicerade gavotter: Johann Strauss den yngres Gavotte der Königin och Rococo-Gavotte (op. 4) av Johann Strauss III, äldste son till Eduard. Familjens störste konkurrent Carl Michael Ziehrer skrev till exempel endast fem gavotter.
Men i Johann Strauss operett Das Spitzentuch der Königin, vars handling äger rum vid hovet Madrid, fanns det en möjlighet att använda gavottens karakteristiska rytmer (på grund av censuren i Wien ändrades handlingens ort till Lissabon). Från operetten arrangerade Strauss sju separata orkesterverk och ett av dessa var Gavotte der Königin, som byggde på en kuplett från akt II ("Um was sich's handelt, Euch ist bekanntes; es gilt Cervantes"). Det andra temat i trio-delen återfinns dock inte i klaverutdraget till operetten och kan ha bestått av kasserat material eller vara nykomponerat av Strauss.
Gavotte der Königin framfördes första gången den 12 december då Eduard Strauss dirigerade Capelle Strauss vid en av sina söndagskonserter i Musikverein.

## Om verket
Speltiden är ca 5 minuter och 28 sekunder plus minus några sekunder beroende på dirigentens musikaliska tolkning.
Gavotten var ett av sju verk där Strauss återanvände musik från operetten Das Spitzentuch der Königin:
- Rosen aus dem Süden, Vals, Opus 388
- Burschenwanderung, Polka-francaise, Opus 389
- Gavotte der Königin, Opus 391
- Spitzentuch-Quadrille, Kadrilj, Opus 392
- Stürmisch in Lieb' und Tanz , Polka-Schnell, Opus 393
- Liebchen schwing Dich, Polkamazurka, Opus 394
- Matador-Marsch, Marsch, Opus 406

## Weblänkar
- Gavotte der Königin i Naxos-utgåvan.